# Euphorbia rimarum
Euphorbia rimarum là một loài thực vật có hoa trong họ Đại kích. Loài này được Coss. & Balansa mô tả khoa học đầu tiên năm 1873.